# Kafala
Kafala (arabisch كفالة, DMG kafāla) bezeichnet ein System der Bürgschaft, das in der Arabischen Welt, vor allem aber in den arabischen Golfstaaten und in manchen anderen Staaten des Nahen Ostens bei Arbeitnehmern und Investoren aus Drittländern angewandt wird.
Die Bezeichnung für den einheimischen Bürgen ist kafīl / كفيل. Daneben gibt es eine familienrechtliche Form der Kafala, die das in islamischen Staaten übliche Verfahren der legalen Kindesaufnahme definiert. Zu unterscheiden sind also die Formen der Kafala, die das Arbeitsrecht bzw. Geschäftsbeziehungen betreffen, von der Kafala, die im familienrechtlichen Sinne die Übernahme einer Vormundschaft und Pflegschaft für ein Kind bezeichnet. Die Kafala im rechtlichen Sinne betrifft das Arbeits-, Aufenthalts- und Familienrecht. Der Begriff wird jedoch auch im Zusammenhang mit der Einschränkung von ausländischen Direktinvestitionen und Geschäftsaktivitäten verwendet.
Beim Kafala-System, das Abhängigkeitsverhältnisse schafft, sind Missbrauch bzw. Menschenrechtsverstöße belegt. Die Internationale Arbeitsorganisation der Vereinten Nationen beurteilt das Kafala-System als unterreguliert und intransparent.

## Islamisches Recht

### Familienrecht
Im islamischen Familienrecht bedeutet Kafala den Schutz für verwaiste oder anderweitig schutzbedürftige Kinder. Demzufolge ist ein erwachsener Muslim verpflichtet, sich aus Gründen des Kindeswohls genauso wie es ein Elternteil für sein eigenes Kind täte, um den Unterhalt, die Erziehung und den Schutz eines nicht leiblichen Kindes zu kümmern und die gesetzliche Vormundschaft über dieses Kind auszuüben. Für seine Unterstützung darf er keine Gegenleistung verlangen. Im Unterschied zu einer Adoption wird durch die Kafala jedoch kein Abstammungsverhältnis begründet, das Kind wird auch nicht zum Erben des Vormunds. Die Kafala im Familienrecht endet mit der Volljährigkeit des Kindes. Sie kann auf Antrag der leiblichen Eltern oder des Vormunds auch vorher aufgehoben werden.
Auch nach einem Urteil des EuGH vom 26. März 2019 ist ein Minderjähriger, für den ein Unionsbürger nach der Regelung der algerischen Kafala die Vormundschaft übernommen hat, kein „Verwandter in gerader absteigender Linie“ dieses Unionsbürgers. Der Minderjährige hat deshalb kein automatisches Einreiserecht in die Europäische Union. Je nach den Umständen des Einzelfalls kann aber eine Einreiseerlaubnis als sonstiger Familienangehöriger in Betracht kommen.
Die britische Kolonialmacht machte sich das „Kafala“-System im frühen 20. Jahrhundert zunutze, um ihre Kontrolle in den Überseegebieten der Golfregion auszubauen. Wurde das System bis dahin weitgehend zur Sicherung von finanziellen und rechtlichen Bürgschaften (arab. daman) angewandt, übertrugen die Engländer dieselbe Logik auf den Arbeitsmarkt und installierten ein System für „Arbeits-Sponsoring“, das Einreise- und Ausreise-Genehmigungen oder Arbeitsbewilligungen einschloss. Nach der Entdeckung von Erdöl und dem rapiden Anstieg der Migration wurde das „Kafala“-System an die lokalen Autoritäten übergeben.
Das Kafala-System auf dem Arbeitsmarkt dient nicht mehr dem Schutz von Schwächeren, sondern hat Abhängigkeitsverhältnisse und  Menschenrechtsverstöße hervorgebracht. Die Internationale Arbeitsorganisation der Vereinten Nationen beurteilt das Kafala-System als unterreguliert und intransparent.
Der Begriff wird außerdem im Zusammenhang mit der Einschränkung von ausländischen Direktinvestitionen und Geschäftsaktivitäten verwendet.

### Gewohnheitsrecht
Bereits vor der gesetzlichen Festschreibung war das Kafala-System Teil des Gewohnheitsrechts. Möglich, jedoch nicht verbürgt, ist die geschichtliche Ableitung dieses Gebarens aus dem beduinischen Brauchtum. In diesem Rahmen stellte es jedoch entweder Teil der Gastfreundschaft oder aber eines getroffenen Abkommens dar und sicherte zum Beispiel den gefahrlosen Aufenthalt bzw. Durchqueren eines Gebiets (Geleitbrief).

## Praxis auf dem Arbeitsmarkt

### Aufenthalts- und individuelles Arbeitsrecht
Die Abhängigkeit der arabischen Golfstaaten von ausländischen Arbeitskräften ist extrem hoch. Ausländer stellten im Jahr 2015 in Saudi-Arabien etwa 30 Prozent der Gesamtbevölkerung, jedoch 70 Prozent der Erwerbstätigen. Der Ausländeranteil an der Gesamtbevölkerung beträgt in Golfstaaten wie Katar oder in den Vereinigten Arabischen Emiraten teilweise bis zu 90 Prozent. Laut einer Schätzung von Amnesty International lebten im Libanon im Jahr 2019 mehr als 250.000 Ausländer im Kafala-System, und damit etwa acht Prozent der Erwerbsbevölkerung des Landes.
Jeder ausländische Arbeitnehmer benötigt einen einheimischen Bürgen, in der Regel handelt es sich dabei um den Arbeitgeber. Bei hochqualifizierten Arbeitskräften kann auch eine einheimische Institution (Ministerien, staatliche Unternehmen, Hochschulen etc.) als Bürge auftreten.
Das Kafala-System ist in den Aufenthaltsgesetzen der Golfstaaten gesetzlich festgeschrieben (zum Beispiel in Saudi-Arabien im Aufenthaltsgesetz vom 4. Juni 1952). Im Gegensatz zu zahlreichen anderen Rechtsnormen in den Golfstaaten geht das Kafala-System nicht auf Regeln des Schariarechts zurück, sondern auf mehrheitlich mündlich überliefertes Gewohnheitsrecht der Beduinen-Stämme. Einige Fragen dieses Rechts sind nach wie vor ungeklärt, wie zum Beispiel eine genaue rechtliche Festlegung des Verhältnisses zwischen dem Migranten und seinem Bürgen.
Der Bürge (Kafīl) ist dazu verpflichtet, für die Einreiseformalitäten und die staatliche Registrierung Sorge zu tragen sowie die Einhaltung der Vertragsformalitäten zu garantieren. Zu diesem Zweck wird der Pass der ausländischen Arbeitskraft in der Regel durch den Bürgen eingezogen und erst nach Vertragsende wieder ausgehändigt. Die Dauer eines solchen Vertrags beträgt meist zwei bis fünf Jahre. Nach Ablauf des Vertrags erfolgt entweder die Ausreise bzw. Abschiebung, oder die Vertragsverlängerung durch beide Seiten.

### Probleme
Problematisch ist bereits der Vertragsabschluss mit nicht-arabischen Arbeitnehmern, der meist in deren Heimatland erfolgt. Gültig sind nämlich allein die auf Arabisch verfassten Dokumente, die von den Verträgen in Englisch oder der Muttersprache der Arbeitnehmer erheblich abweichen können. Trotz bestehender Gesetze werden fremdsprachige Dokumente nur vereinzelt staatlich überprüft bzw. Verstöße verfolgt.
Sowohl die Gastarbeiter in der heimischen Industrie, besonders der Bauwirtschaft, als auch die Gastarbeiterinnen, die oftmals als Hausangestellte angestellt sind, befinden sich gegenüber den Bürgen bzw. Arbeitgebern in einem oft sklavengleichen Abhängigkeitsverhältnis. Ausbleibende bzw. verschleppte Lohnzahlungen mit der Folge hungernder Gastarbeiter, unmenschliche Arbeitsbedingungen, unhygienische Wohnbedingungen, ausbleibende Lebensmittelversorgung sind nicht selten. Die ausländischen Haushaltshilfen sind zudem häuslicher Gewalt (einschließlich sexualisierter) ausgesetzt. Weder Männer noch Frauen können sich in ihr Heimatland zurückziehen, sofern ihnen bei der Einreise der Pass entzogen wurde oder die Ausreise, für die sie eine Erlaubnis des Bürgen brauchen, verweigert wird (dies gilt nach einer Gesetzesreform zu Anfang des Jahres 2020 nicht mehr für Katar).
Betroffen von den Nachteilen des Kafala-Systems sind vor allem geringbezahlte Arbeitskräfte aus Entwicklungs- und Schwellenländern aus Asien und Afrika, während Arbeitnehmer aus der westlichen Welt in der Regel nicht oder nur geringfügig davon betroffen sind. Arbeitsmigranten aus anderen arabischen Staaten sind zwar vom Kafala-System abhängig, haben jedoch vor allem bei höherer Qualifikation (z. B. im Bildungs- oder Gesundheitswesen) und aufgrund der gemeinsamen Sprache durchschnittlich weniger darunter zu leiden. Haushaltsangestellte aus dem indischen Subkontinent (Pakistan, Indien, Bangladesch) und aus den Philippinen werden am stärksten benachteiligt.
Bei Streitigkeiten ist der Bürge jederzeit stark im Vorteil, da er die Ausweisung der Arbeitskraft veranlassen kann. Vertragsverstöße (geringere oder ausbleibende Bezahlung, längere Arbeitszeiten, kein Urlaub) werden daher seitens der Arbeitnehmer selten angezeigt, da sie um ihren Arbeitsplatz bangen. Ein juristisches Vorgehen ist in einigen Staaten zwar möglich und auch erfolgversprechend, kann aber trotzdem die Kündigung (und somit Abschiebung) nach sich ziehen, weshalb Verstöße gegen das Arbeitsrecht kaum arbeitsrechtliche Verfahren nach sich ziehen. Ebenso ist es den Arbeitnehmern (außer in Katar, seit einer erlassenen Reform im August 2020) nicht gestattet, den Arbeitgeber ohne Zustimmung zu wechseln. Auch dies entzieht den ausländischen Arbeitskräften selbst bei vergleichsweise hoher Qualifikation einen wichtigen Teil ihrer ohnehin geringen Verhandlungsmacht.
Obwohl es den Einheimischen verboten ist, für einen Migranten zu bürgen, den sie nicht beschäftigen und der dadurch „frei“ in den Arbeitsmarkt eintritt, gibt es einen Handel mit derartigen Lizenzen, was für beide Seiten von Vorteil ist: eine geringe Abhängigkeit auf Arbeitnehmerseite und ein Nebeneinkommen ohne Aufwand auf Seite des Einheimischen. Die Regierungen der Golfstaaten reagieren hierauf von Zeit zu Zeit mit Verhaftungs- und Ausweisungswellen sowie der Verschärfung gesetzlicher Vorschriften (zuletzt in Saudi-Arabien im März 2013).
Der Bürge ist dem Staat gegenüber auch dafür verantwortlich, jederzeit über den Aufenthaltsort des Arbeitnehmers informiert zu sein. Deshalb muss er gegebenenfalls den Arbeitnehmer als vermisst melden. Fälle von entlaufenen Hausangestellten und anderen Arbeitsmigranten, die dann auf dem Schwarzmarkt nach Arbeit suchen, sind aufgrund von Missbräuchen im Kafala-System keineswegs selten. Aufgrund der hohen Dunkelziffer der Vermissten und illegal Beschäftigten hat der Staat in der Vergangenheit mehrmals Amnestien für entlaufene Arbeitsmigranten erlassen. Diese sollen vor allem dazu dienen, diese Personen zu registrieren, um dann eine Rückführung zu ermöglichen.

### Ausländische Direktinvestitionen und Firmengründung
Sowohl die Gründung als auch der Ankauf von Unternehmen in den arabischen Golfstaaten unterliegen Beschränkungen. Zum Beispiel darf in Katar, in Kuwait und in den Vereinigten Arabischen Emiraten – außerhalb von ausgewiesenen Freihandelszonen – kein Unternehmen zu mehr als 49 Prozent ausländischen Anteilseignern gehören. Im Oman liegt die Grenze bei 70 Prozent, in Bahrain sind in bestimmten Bereichen 100 Prozent zulässig, in Saudi-Arabien in allen Wirtschaftszweigen außer in den Bereichen Handel und freiberufliche Beratungsdienstleistungen, wo lediglich 75 Prozent erlaubt sind (sowie unter Beachtung einer Ausschlussliste, die ausländische Investitionen in manchen Bereichen ganz verbietet).
In vielen Fällen ist somit für die Gründung eines Unternehmens ein einheimischer Staatsbürger erforderlich, der den gesetzlich vorgeschriebenen Mindestanteil an Eigenkapital hält. Falls er dies treuhänderisch – als sogenannter „sleeping partner“ – für den ausländischen Investor tut, wird der Einheimische umgangssprachlich oft auch als Kafīl bezeichnet. Daher bestehen in manchen arabischen Staaten, in denen das Kafala-System oft angewandt wird, verschiedene Gesetzgebungen, die die Umgehung der gesetzlichen Vorschriften zur Begrenzung des ausländischen Kapitalanteils verbieten (sogenannte „anti cover-up laws“).
Da Verstöße nur sporadisch strafverfolgt werden, zeigt sich die Problematik solcher Deckmantelkonstruktionen oft erst dann, wenn der einheimische Anteilseigner kein „sleeping partner“ mehr ist oder sein will. Dies kann zum Beispiel durch den Verkauf der Anteile an einen anderen Einheimischen, Tod des Anteilspartners (Erben übernehmen die Anteile) oder schlichtweg durch einen Meinungsumschwung des „sleeping partners“ eintreten. Die Einforderung einer höheren Gewinnbeteiligung oder des Mitspracherechts kann mitunter zu erheblichen Nachteilen bei der ökonomischen Entwicklung des Unternehmens führen. Im Fall einer Begrenzung der Unternehmensanteile auf 49 Prozent hat der ausländische Partner keinerlei rechtliche Handhabe.
In Saudi-Arabien, wo die Anteile im Besitz von ausländischen Investoren anders besteuert werden als die im Besitz von Einheimischen, macht sich der ausländische Investor bei Deckmantelkonstruktionen wie oben beschrieben außerdem der Steuerhinterziehung schuldig.

## Rechtfertigung der Einheimischen
Die Einheimischen der Golfstaaten bestreiten in der Regel ihre außerordentliche Machtposition. Vielmehr überwiegen bei ihnen Ängste vor Überfremdung, Verlust von Tradition, Gewohnheiten und Identität und ein Gefühl des Belagerungszustands. Die asymmetrische Gesetzgebung ist ein Ausdruck der extremen Verunsicherung der mit außergewöhnlichen Reichtümern ausgestatteten, jedoch militärisch und zahlenmäßig vergleichsweise schwachen Golfstaaten, die durch die schwunghafte Veränderung der Umwelt und Gesellschaft wesentlich verstärkt wird.
Als weiteres Argument wird unter anderem vorgebracht, dass man als Einheimischer keine Möglichkeit habe, sich vor der Einreise zu überzeugen, ob die über eine Agentur angeworbene Arbeitskraft den eigenen Erwartungen entspricht – Prüfungen oder Einstellungsgespräche sind nicht möglich. Enttäuschte Erwartungen, zumal wenn die Arbeitskraft wie im Fall der Hausangestellten unter dem eigenen Dach wohnt, führen oft zu Frustration. Zusätzliche Missverständnisse ergeben sich aus unzureichenden Sprachkenntnissen und teilweise extrem großen kulturellen Unterschieden.

## Reformen
In verschiedenen Golfstaaten wurde das Kafala-System im Arbeitsrecht reformiert oder sogar formal abgeschafft. So ist es Arbeitsmigranten in Saudi-Arabien seit dem 14. März 2021 gestattet, mit einem Online-Visum ohne vorherige Genehmigung ihres Sponsors aus- und einzureisen, und die Einwilligung des Sponsors ist nicht mehr nötig, um den Arbeitsplatz zu wechseln. Für einige Berufsgruppen wie etwa persönliche Fahrer, Wachmänner oder Gärtner, welche ein besonderes Nähe-Verhältnis zum Sponsor bedeuten, bleiben die Bestimmungen des Kafala-Systems jedoch weiterhin in Kraft.

## Rechtsquellen
- Gesetze der Golfstaaten über die Einreise und den Aufenthalt von Ausländern
- Gesetze der Golfstaaten über das Verbot von Deckmantelkonstruktionen („anti cover-up laws“)
- Gesellschafts- und Investitionsgesetze der Golfstaaten
- Einkommensteuergesetz 2004 des Königreichs Saudi-Arabien
- United States Central Intelligence Agency, The World Factbook